# Sasha (Saint Seiya)
Sasha (サーシャ Sāsha?) es un personaje de ficción en el manga de Saint Seiya Next Dimension y en el  spin-off de The Lost Canvas, ambas precuelas oficiales del manga original, siendo la reencarnación de Atenea antes de Saori Kido. En Next Dimension, Saori Kido viaja hacia el pasado siglo XVIII por Chronos, dios del tiempo, por lo que Sasha cae en un sueño.

## Apariencia
Tiene casi la misma apariencia que Saori Kido, tiene cabello color lila, sus ojos son verdes y su túnica es blanca. Las diferencias con Saori son sutiles, como la pulsera en su mano derecha, el cabello posee un tono más claro, sus ojos tienen una tonalidad más verde (los de Saori poseen un tono azulado). Viste un vestido blanco y sin mangas hasta el ataque de Hades en el Santuario. Después se le agregan más detalles: un cuello alto y mangas largas y holgadas que dejan descubiertos los hombros. Esto le da una apariencia más elegante. También en los últimos tomos del manga se corta el cabello. Como curiosidad, Saori hace lo mismo en Next Dimension.

## Personalidad
Sasha es una persona muy dulce y amable para quien su relación de amistad con Tenma y su hermano Alone siempre fue lo más importante. Tanto es así que cuando es llevada al santuario por Sísifo de Sagitario llora durante mucho tiempo anhelando regresar con ellos, hasta en el Gaiden de Kardia donde el propio Kardia al ver su indecisión dice que ´´no sabe lo que quiere´´, lo cual no es verdad. Sin embargo, Sasha es una persona con una gran fortaleza y lo demuestra al ser consiente de su papel como diosa de la tierra, desde pequeña y aceptando su papel a pesar del sacrificio que ello conlleva. Otra demostración de su fuerza es cuando ve a Alone convertido en Hades y a pesar de ser su hermano decide enfrentarlo, para proteger al mundo aunque también suele conmoverse por la muerte de sus santos, ya que llora cuando Shion y Dohko matan a los tres santos de plata, pero al mismo tiempo muestra gran solidez cuando le anuncian la muerte de Tenma.

## Biografía

### Infancia
A diferencia de su reencarnación, Sasha nació en Italia el 8 de marzo y creció en medio de la pobreza en un orfanato antes de ser llevada al Santuario por Sísifo de Sagitario, a la vista de la guerra contra Hades.
Sasha vivía en un orfanato donde tenía a sus mejores amigos, su hermano Alone y su viejo amigo Tenma. Símbolo de su amistad y su relación antes de partir hacia Grecia, Sasha hizo tres pulseras de flores con la promesa de que se mantendrían unidos los tres amigos.

### Guerra Santa de 1744
Sasha vuelve a encontrarse con su viejo amigo Tenma cuando este entrenaba para ser Santo, y fue atacada por un Espectro pero fue salvada por Shion de Aries. Dos años después, es la primera en anunciar que la Guerra Santa ha comenzado al ver que Hades por fin ha renacido. Autoriza la expedición de los Santos a Italia, que terminaría con la muerte de Tenma (quien luego sería revivido).
Tras la muerte de Albafika, la diosa pone una barrera con su cosmo en todo el Santuario, para que los Espectros derrotados por Piscis no sean revividos por el poder de Hades. Sin embargo, la barrera es destruida por Hades al ir al Santuario. Hades le advierte sobre su muerte y de toda la humanidad. Prometiéndose acabar con esta guerra. Algo interesante en Sasha es que todas las reencarnaciones pasadas de Atenea estas siempre nacían en el seno del Santuario pero en esta ocasión nació en una pequeña aldea de Italia. Esto al parecer era parte del plan de Atenea, nacer junto a la reencarnación de Hades para así criarse y formar un lazo sentimental con él, aunque esto no ha sido confirmado. Mientras El Cid y Tenma peleaban a muerte contra Oneiros, Sasha se adentró en el Mundo de los Sueños para rescatar a Sísifo. Luego, en el Santuario, unirían sus poderes para acabar con los cuatro oneroi. Cuando se entera de que Hades estableció su fortaleza en el Lost Canvas, Atenea decidió que debía pedirle ayuda a Poseidón, para tener el poder suficiente para llegar al nuevo refugio del Dios del Inframundo. Para esta misión, se envía a Dégel de Acuario y Kardia de Escorpio al polo norte para llevar el poder del emperador de los mares. La misión se lleva a cabo, pero costó la vida de Dégel y Kardia. Con el poder de Poseidón en la mano (llevado en un Oricalco) Las tropas de Atenea se trasladan a Jamir, en busca de un barco que podría ayudarlos a ir al Lost Canvas. Pelean contra Aiacos de Garuda y su tropas pero todos terminan derrotados.
Con la embarcación reparada correctamente, Sasha, al frente de su ejército, se alistan para avanzar. En el camino, finalmente se encuentran con el Espectro de Pharao quien bloquea el camino, y prueba la lealtad de algunos caballeros. Mata a algunos extrayendo su corazón. Sasha se ofrece para poner a prueba sus convicciones, siendo impedido por Tenma y Sísifo. Los problemas no terminan ahí, y ahora el problema se plantea en el aspecto de una enorme puerta. Es necesario que Sísifo, Shion y Regulus recurran a la técnica prohibida, la Exclamación de Athena, para derrumbar el obstáculo, pero el coste es demasiado alto, pues se pierde la vida de Sísifo de Sagitario.
Más adelante, se topan con un barco que lleva escrito que los que cruzan es para deshacerse de todos los sentimientos. La gran mayoría del ejército de Atenea no es capaz de romper con el pasado, así que poco a poco se van convirtiendo en estatuas, todos menos Sasha, Tenma, Shion y Regulus. Cuando Caronte de Aqueronte propone guiarlos, les pide a cambio el cabello de Sasha. Ella está de acuerdo, y en cuanto lo corta, se lo lanza al espectro. Algunos cabellos llegan a Hades, donde se mezclan la tinta creando una pintura con los cabellos de Atenea. El resultado fue que Sasha pierde todos los poderes divinos. Incluso ahora de que es una humana ordinaria, Sasha no considera quedarse atrás. Entonces llegan al primero de los templos demoníacas, el Templo de Mercurio, que es custodiado po Yōma de Mefistófeles, padre de Tenma. Después de presenciar el diálogo cálido entre el padre y el hijo, el espectro, en un momento dado, ignora a Tenma y se enfoca en Sasha, que afirma no lamentar la elección que hizo, es decir, que, como Atenea, haya reencarnado en una niña huérfana. Yoma renunció para continuar con la confrontación, a lo que permite pasar al grupo. Sasha se opone a quedarse, pero se adelanta al Templo de Neptuno. Pandora aparece acompañada por Radamanthys de Wyvern y de Cheshire. Tenma y Regulus sienten que la lucha era inminente, Sasha decide usar su armadura sagrada, pero su Armadura tiene el efecto contrario. En primer lugar, Sasha está más protegida que antes, pero por el contrario, sin sus poderes divinos, es incapaz de controlar el peso de la Armadura y apenas capaz de mantenerse en pie. Sasha no tiene la fuerza para defenderse de los continuos ataques. Tenma y Regulus no la podían ayudar porque Radamanthys de Wyvern les cerraba el paso. Estaba seguro de que si continuaba con ese ritmo, Sasha iba a morir. Pero aún que la diosa carecía de la mayoría de sus poderes, todavía quedaba en ella algo de energía. Sasha se enfrenta a Pandora. Yōma de Mefistófeles llega y con el uso de sus poderes, separa todos. Sasha esta inconsciente en algún lugar fuera del templo demoníaco y lo peor, es que está en compañía de Cheshire de Caith Sith, que parece no estar seguro de qué hacer. Cuando por fin se decide matar a Sasha, con el objetivo de ser beneficiado, los poderes anteriormente sellados en la pintura de Hades, son liberados. Su cabello volvió a crecer y su cuerpo se llena de nuevo con poderes divinos.
La primera cosa que Sasha hizo una vez recuperados sus poderes divinos fue regresar al barco donde estaba petrificado todo su ejército. Su cálido Cosmos los libera de su detención. Ellos Agradecidos insistieron en acompañarla en la batalla final, pero Sasha se niega diciendo que el fin de la Guerra Santa y la confrontación con Hades era algo que sólo podía hacer ella y Tenma.
Sasha también tuvo una breve conversación con Aspros de Géminis quien derrotó a Yōma de Mefistófeles y le entregó el rosario utilizado para sellar las almas de los Espectros. Poco después, Sasha encuentra Tenma y Alone al final de los templos Demoníacos. Descartando cualquier conversación, los tres no pierden el tiempo en el inicio de la última batalla.
Sasha no lucha con todo su Cosmo, debido al todavía quiere liberar a su hermano de la influencia negativa del emperador del Infierno. Afortunadamente, gracias a la intervención de los Santos de Oro, el alma de Hades se separa de Sola del cuerpo de Alone. El que Hades no tuviera un cuerpo no representó el fin de la guerra, y Sasha se prepara para el todo o nada. Antes de irse, le da Dohko y Shion dos tareas importantes, entonces le pide Atla que los teletransportarse a todos de vuelta a la tierra. Una vez hecho esto, fue a lado de Tenma y Alone para encontrar Hades. Aún no tiene un cuerpo físico, y el cosmos de Hades no era en modo alguno menos potente que el de Sasha. Finalmente, después de haber derrotado a Hades, Sasha se une a Tenma y Alone, pues ellos tres murieron.